# Megaleptictis
Megaleptictis (nombre que significa "Leptictis grande") es un género extinto de mamífero insectívoro grande del Paleógeno tardío, a finales del Eoceno, (edad mamífero de Norteamérica del Chadroniano), pero tal vez alcanzando el principio del Oligoceno (edad mamífero Orellanense), siendo hallado en los depósitos del Condado de Custer (Dakota del Sur), Estados Unidos. Es conocido a partir del holotipo KUVP 2568 un cráneo casi completo que incluye las mandíbulas. Este fósil fue recolectado en una expedición de 1894 de la Universidad de Kansas de la limolita anaranjada del Grupo White River. Fue nombrado y descrito por Tj Meehan y Larry D. Martin en 2012 y la especie tipo es Megaleptictis altidens.